# Stratsin
Stratsin (bulgariska: Страцин) är ett distrikt i Bulgarien.   Det ligger i kommunen Obsjtina Pomorie och regionen Burgas, i den östra delen av landet, 300 km öster om huvudstaden Sofia.
Trakten runt Stratsin består till största delen av jordbruksmark. Runt Stratsin är det ganska tätbefolkat, med 60 invånare per kvadratkilometer.